# Джерело № 1 (Сіль)
Джерело № 1 — гідрологічна пам'ятка природи місцевого значення в Україні. Розташована на території Ужгородського району Закарпатської області, біля західної околиці села Сіль (урочище «Княгинський потік», при дорозі до села Княгиня). 
Площа 1 га. Статус отриманий у 1984 році. Перебуває у віданні: Солянська сільська рада. 
Вода джерела вуглекисла, хлоридно-натрієва. Заг. мінералізація — 16,5 г/л. Мікроелементи — марганець, нікель, барій, метаборна кислота. Використовується для лікування захворювань нервової системи.